# Rotana Group
Rotana Group è una società araba, attiva nell'ambito dei media e della comunicazione. La maggioranza è detenuta da Kingdom Holding Company, una holding posseduta dal principe Al-Walid, e il restante 18,97% da 21st Century Fox. Il conglomerato comprende stazioni televisive e radiofoniche, uno studio cinematografico, un'etichetta discografica e diverse case editrici. Al 2017, la controllata Rotana Music era la più grande casa discografica in Arabia Saudita, mentre il gruppo sarebbe il più grande detentore di prodotti audiovisivi in arabo al mondo.

## Storia
Il 23 febbraio 2010, News Corp investì 70 milioni di dollari statunitensi nel gruppo Rotana, rilevando il 9,09% delle quote, con un'opzione per passare a 18,18% entro 18 mesi. Nel 2011, la News Corp aumentò la sua presenza fino al 14,5% per 35 milioni di dollari, arrivando l'anno successivo a possederne il 18,97% dopo un aumento di capitale.
Nel 2012, Rotana co-produsse il film drammatico tedesco-saudita La bicicletta verde, diretto da Haifaa al-Mansour. Si tratta del primo lungometraggio ufficialmente prodotto in Arabia Saudita. Venne selezionato per rappresentare il paese ai Premi Oscar 2013 nella categoria per il miglior film in lingua straniera.
Rotana è organizzatrice e creatrice del Red Sea International Film Festival.
Nel 2019 viene lanciato Rotana Drama, canale televisivo a pagamento che trasmette ventiquattr'ore su ventiquattro serie televisive drammatiche di produzione saudita, libanese, egiziana e turca.

## Controllate
- Rotana Records
- Rotana Radio, disponibile in Libano, Giordania, Arabia Saudita e Siria
- Rotana Studios
- Rotana Television
  - Rotana Khalijia
  - Rotana Masriya
  - Rotana Cinema
  - Rotana Classic
  - Rotana Aflam
- Rotana Magazine
- Rotana Media Services